# Самьяма
Самья́ма (санскр. संयम, IAST: saṃyama) — термин йоги, означающий совместную одновременную практику дхараны, дхьяны и самадхи. Представляет собой медитативное средство познания качеств объекта.
Самьяма описывается в «Йога-сутрах» Патанджали как три наиболее возвышенные ступени раджа-йоги или аштанга-йоги. Индивидуум, достигший успеха в практике самьямы, достигает полного контроля над своим умом и чувствами, а также обретает мистические йогические совершенства, которые описываются в «Йога-сутрах». Активируется на сверхсознательном уровне путём медитации на стадии глубокого транса.
Самьяма представляет собой великий инструмент йога. Объекты познания безграничны, и они делятся на грубые, более грубые, самые грубые, а также на тонкие, более тонкие, самые тонкие и т. д. Самьяма сначала должна применяться к грубым объектам, и после того как индивидуум познал уровень грубой материи, постепенно, в несколько этапов, он начинает познавать более тонкие элементы.
В традиции натхов самьяма описывается несколько иначе. Самьяма понимается как непрерывное осознавание себя как атмана. Самьяма не требует усилий, а, напротив, является естественным спонтанным состоянием.